# Liste des musées du Gard
La liste des musées du Gard présente les musées du département français du Gard.

## Alès
- Musée-bibliothèque Pierre-André-Benoit (appellation Musée de France) : musée d'art moderne et contemporain à Alès[1].
- Musée du Colombier (appellation Musée de France) : consacré à l'archéologie et aux beaux-arts[2].

## Bagnols-sur-Cèze
- Musée Albert-André (appellation Musée de France) : musée consacré aux arts et surtout à la peinture à Bagnols-sur-Cèze. Il occupe le second étage de l'hôtel de ville[3].
- Musée Léon-Alègre (appellation Musée de France) : musée archéologique[4].

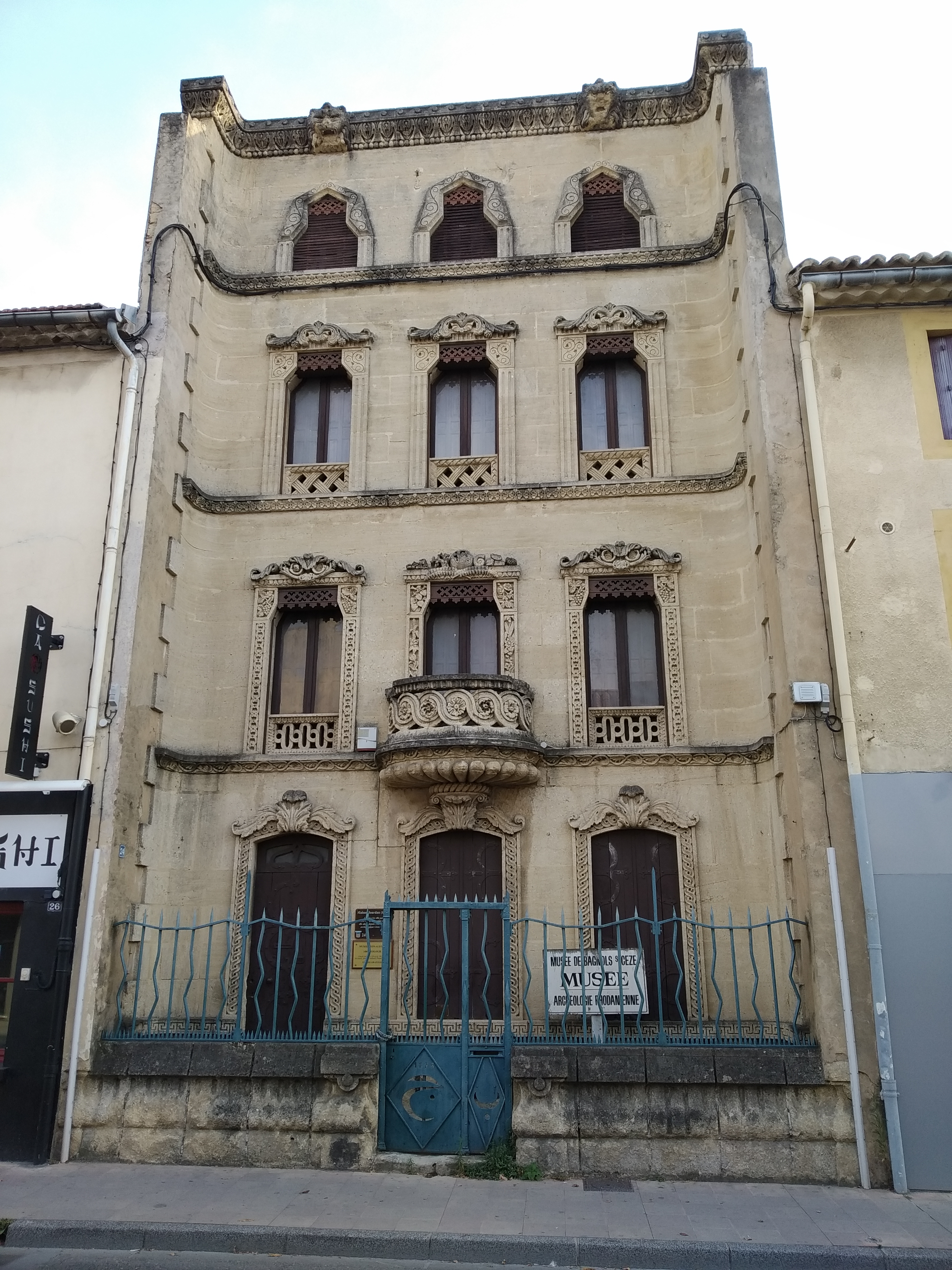
musée archéologique.
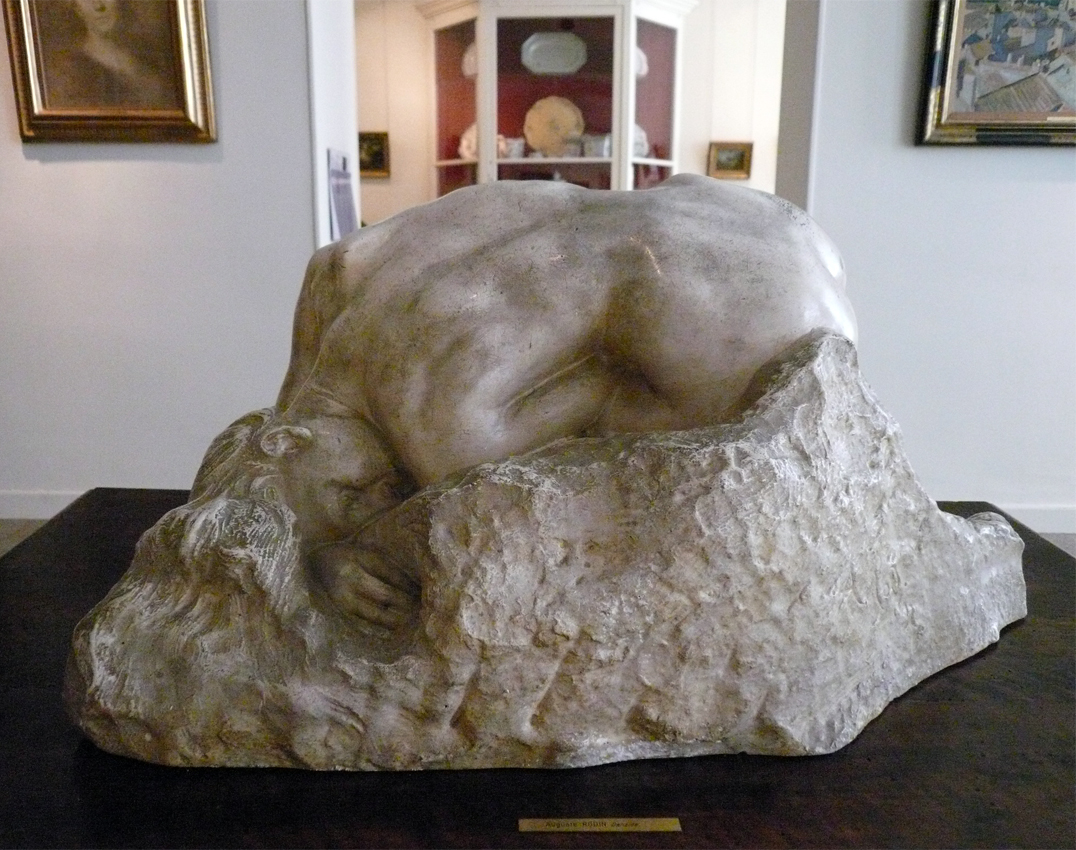
Danaïde par Auguste Rodin au Musée Albert-André.
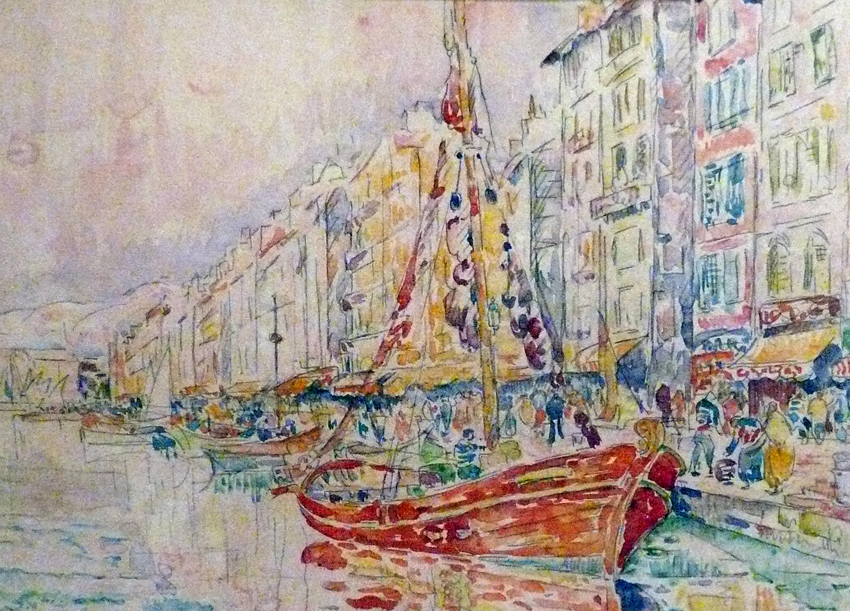
Le vieux port de Marseille par Paul Signac.

## Beaucaire
- Musée Auguste-Jacquet (appellation Musée de France) : présente le passé historique de Beaucaire en Terre d'Argence.

## Domazan
- Musée du vélo et de la moto : musée consacré aux véhicules à deux roues.

## La Grand-Combe
- La Maison du Mineur : retrace l'histoire du bassin minier de La Grand’Combe[5].

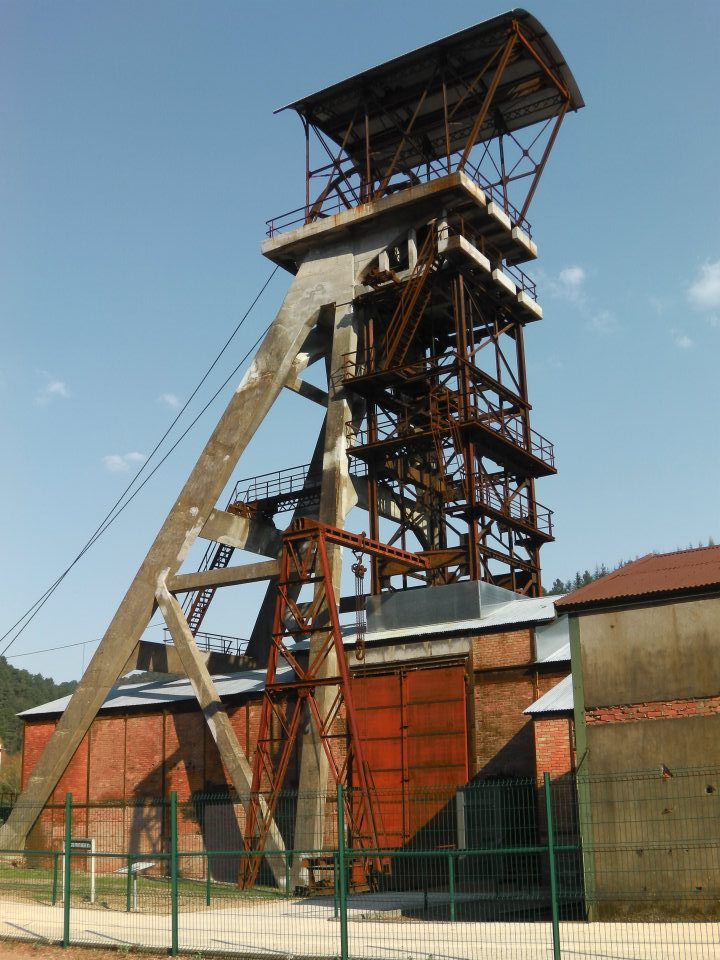
Chevalement du puits ricard.
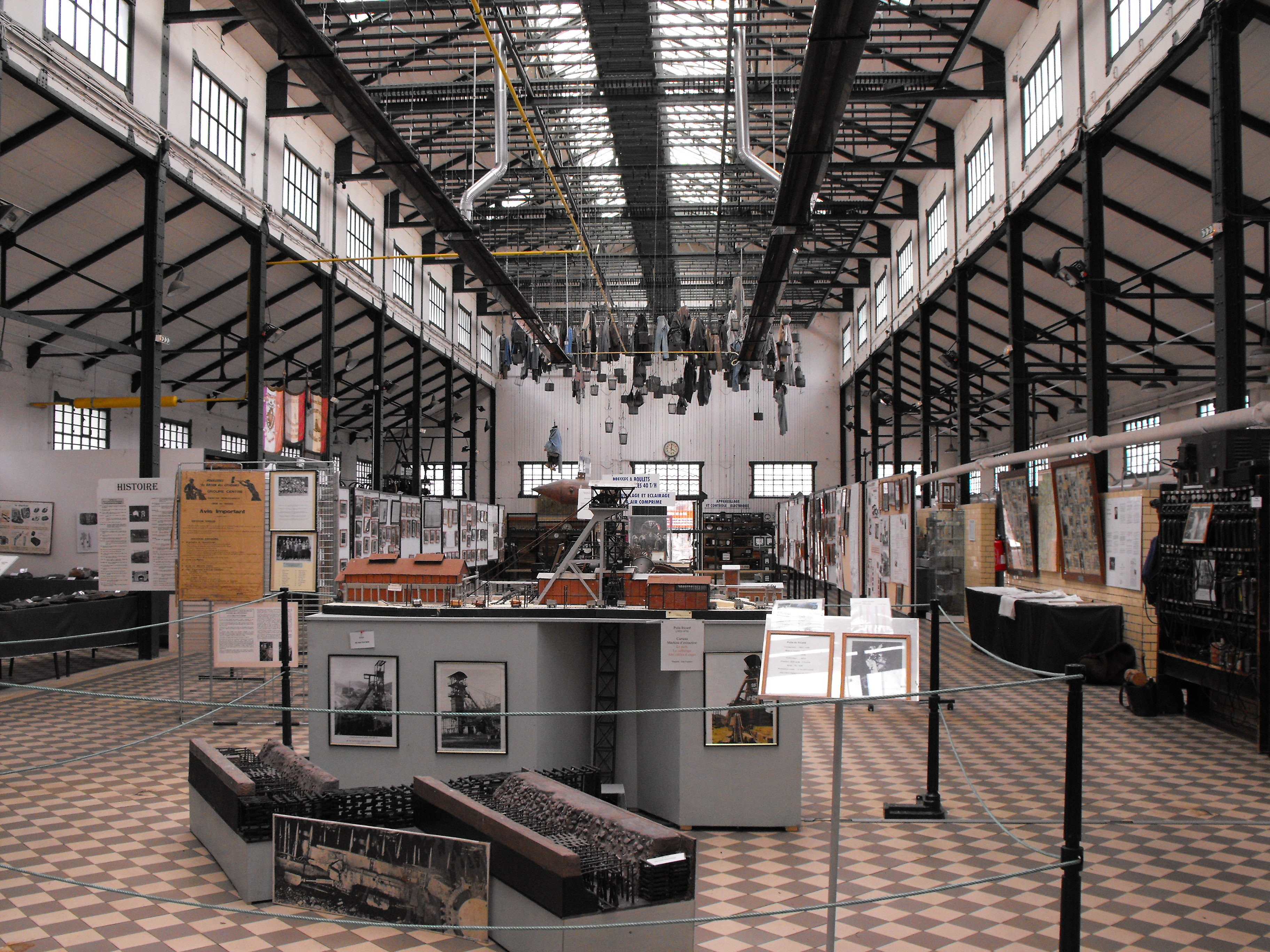
intérieur du musée.

## Le Vigan
- Musée cévenol (appellation Musée de France) : installé dans une ancienne filature, c'est un musée d'ethnologie présentant les Arts et Traditions populaires des Cévennes et du Causse de la Préhistoire à nos jours.

## Mialet
- Musée du Désert : situé au Mas Soubeyran, sur la commune de Mialet, il retrace l'histoire du protestantisme français, et cévenol en particulier[6].

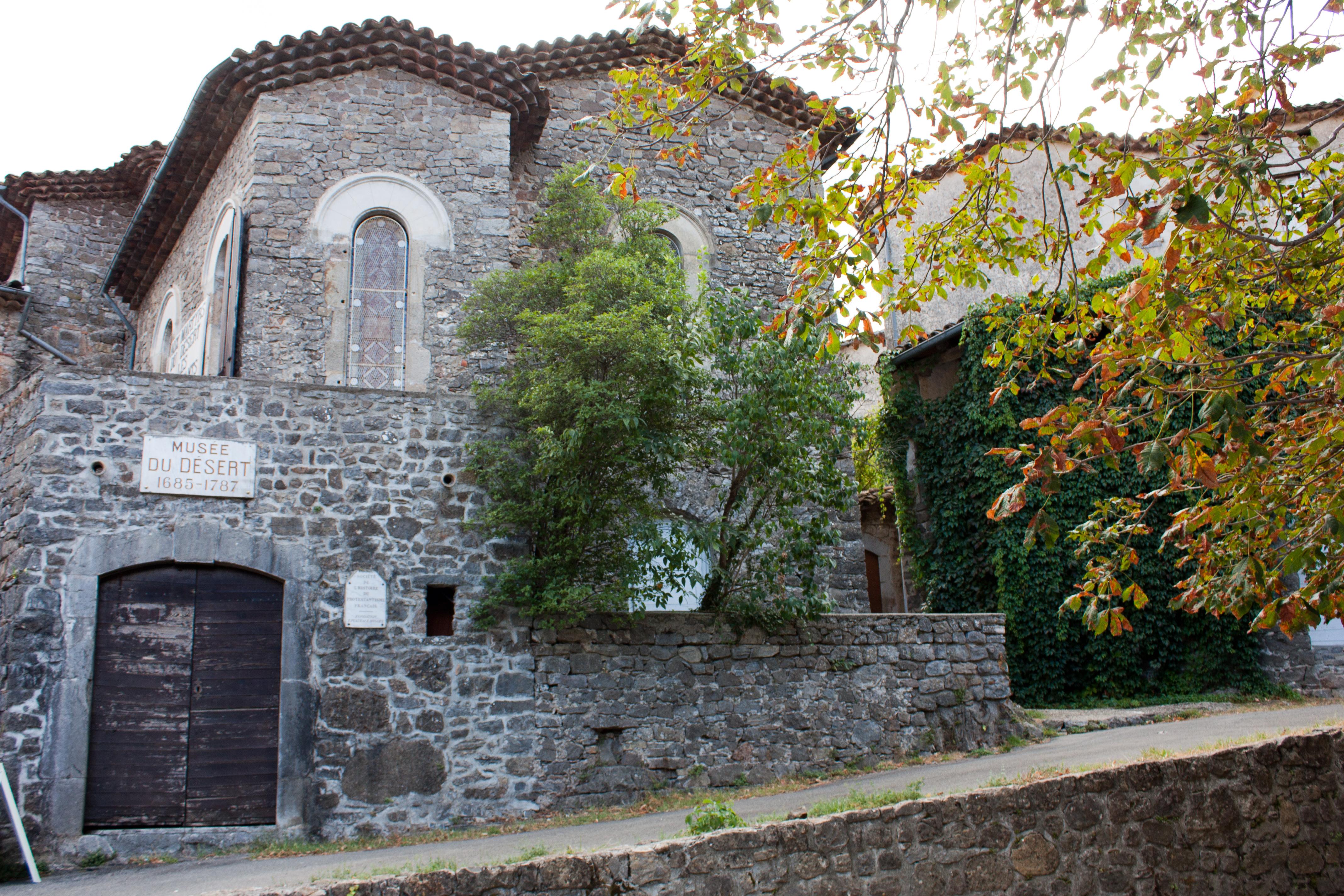
Musée du Désert.

## Nîmes
- Musée des Beaux-Arts de Nîmes (appellation Musée de France)[7].
- Carré d'art (appellation Musée de France) : musée d'art contemporain.
- Muséum d'histoire naturelle de Nîmes (appellation Musée de France).
- Musée du Vieux Nîmes (appellation Musée de France) : il présente la vie nîmoise depuis la fin du Moyen Âge.
- Musée archéologique de Nîmes : ancien musée archéologique, les collections sont transférées au Musée de la Romanité.
- Musée de la Romanité de Nîmes : musée archéologique ouvert en 2018.

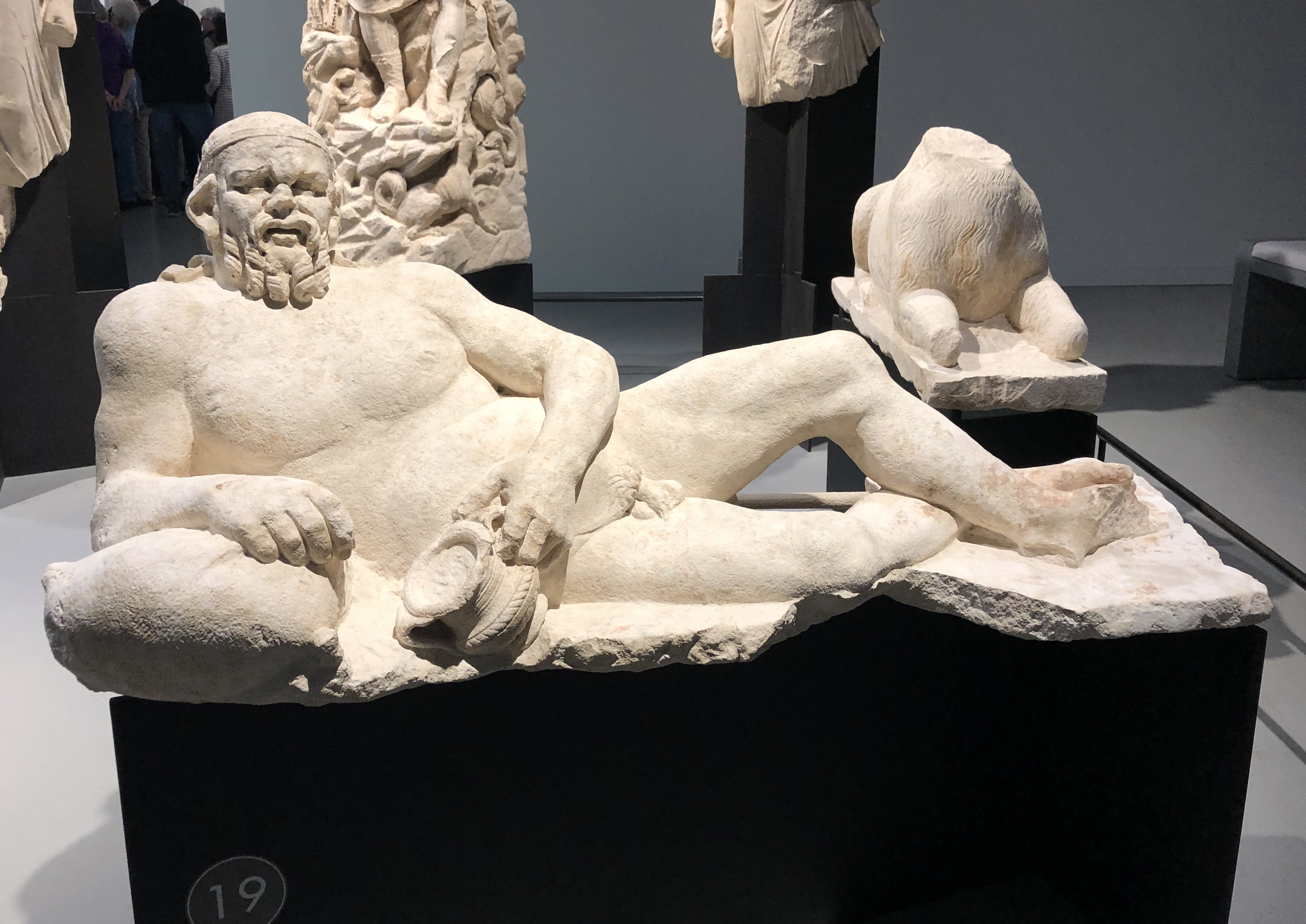
Groupe statuaire au musée de la Romanité.
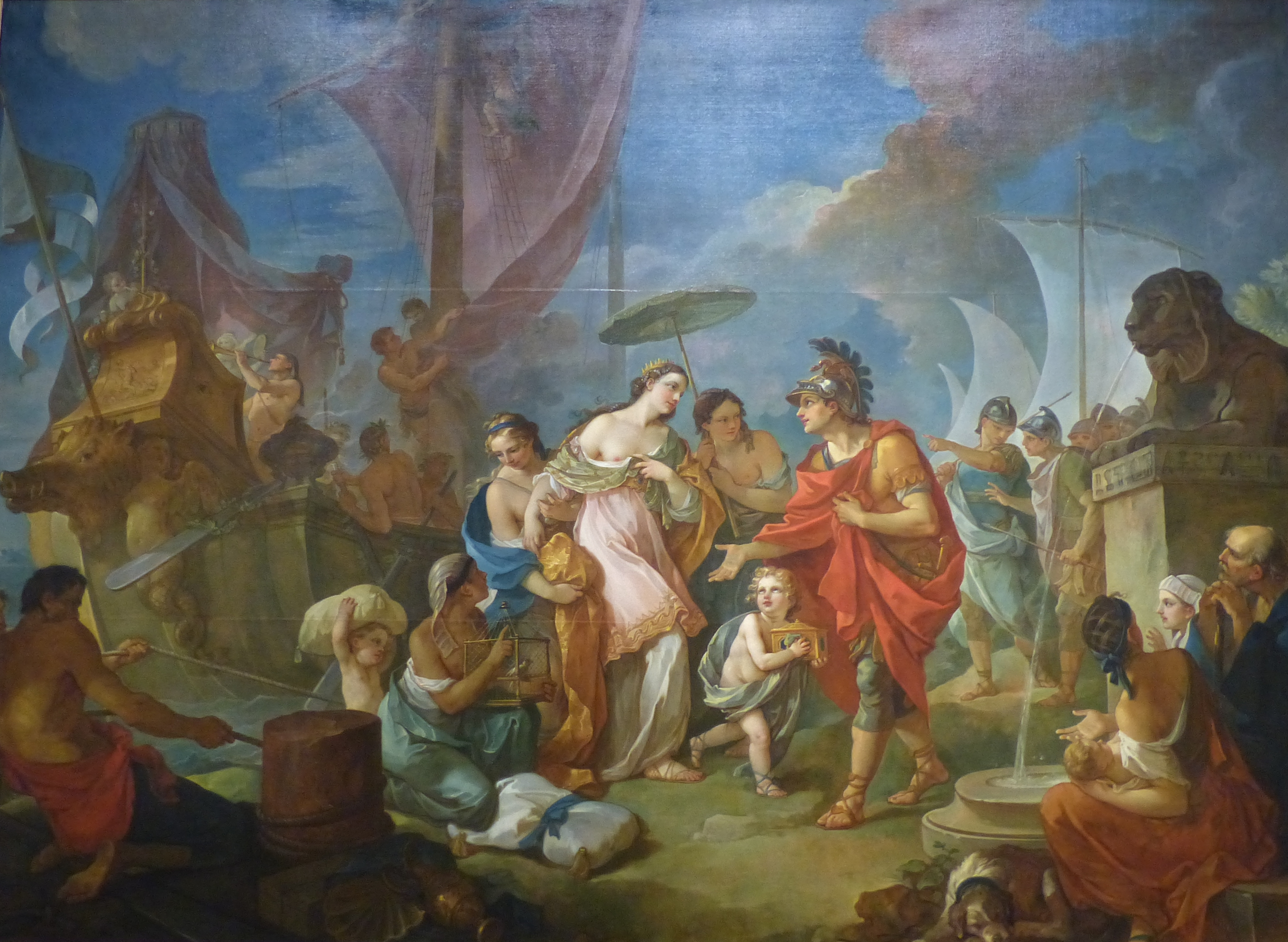
Arrivée de Cléopâtre à Tarse par Charles-Joseph Natoire au musée des Beaux-Arts.
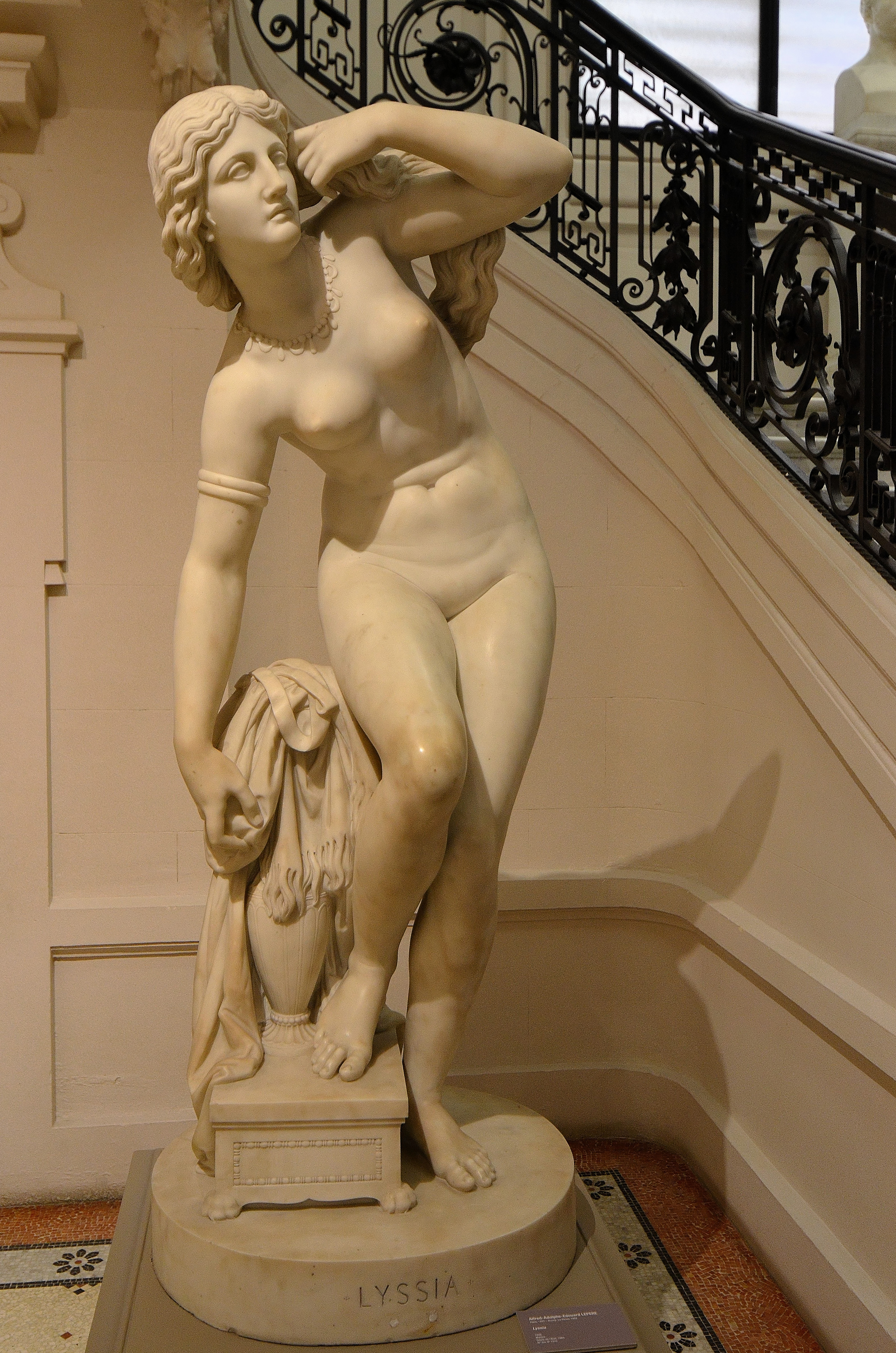
Lyssia par Alfred Lepère au musée des Beaux-Arts.
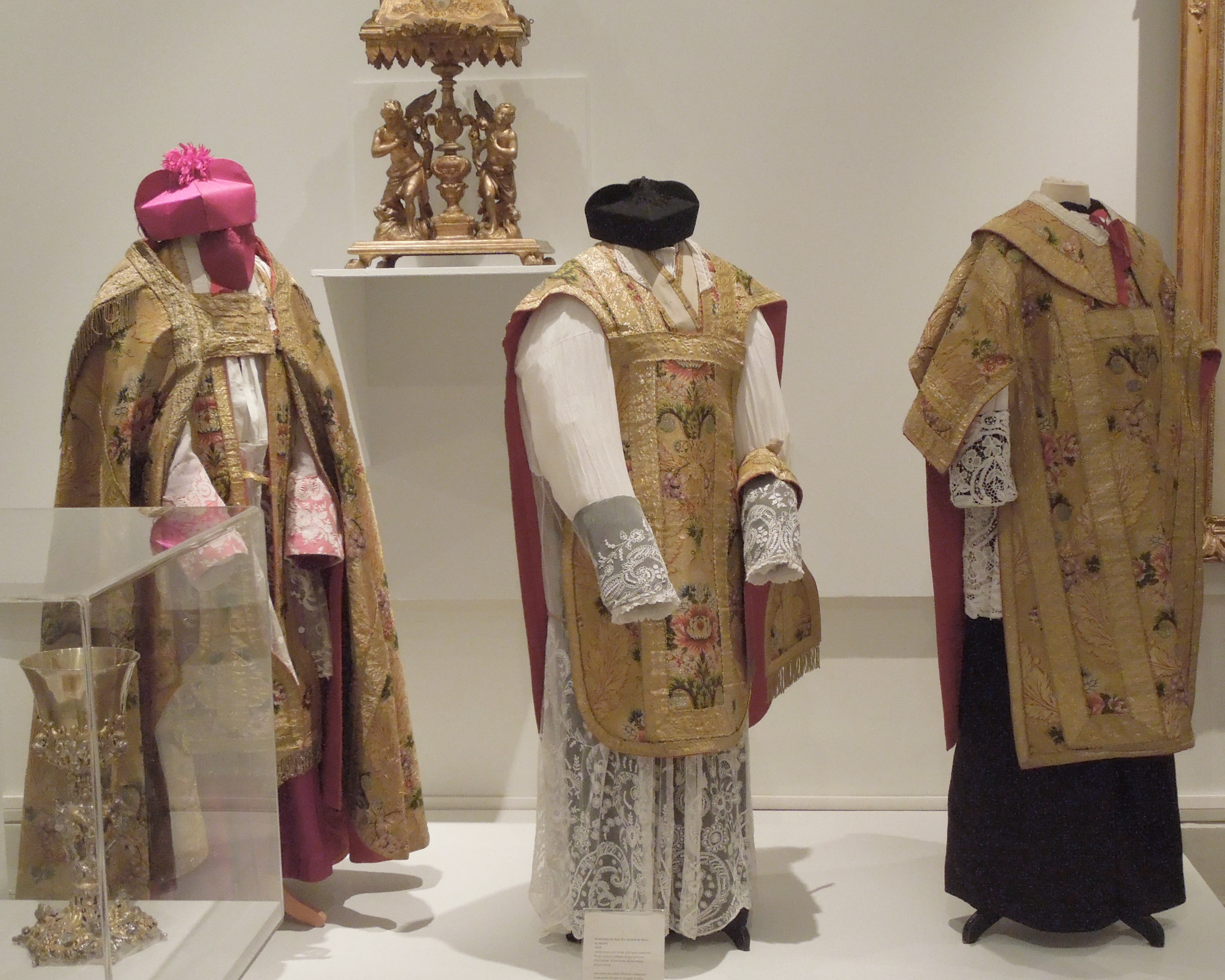
vêtements liturgiques au Musée du Vieux Nîmes.
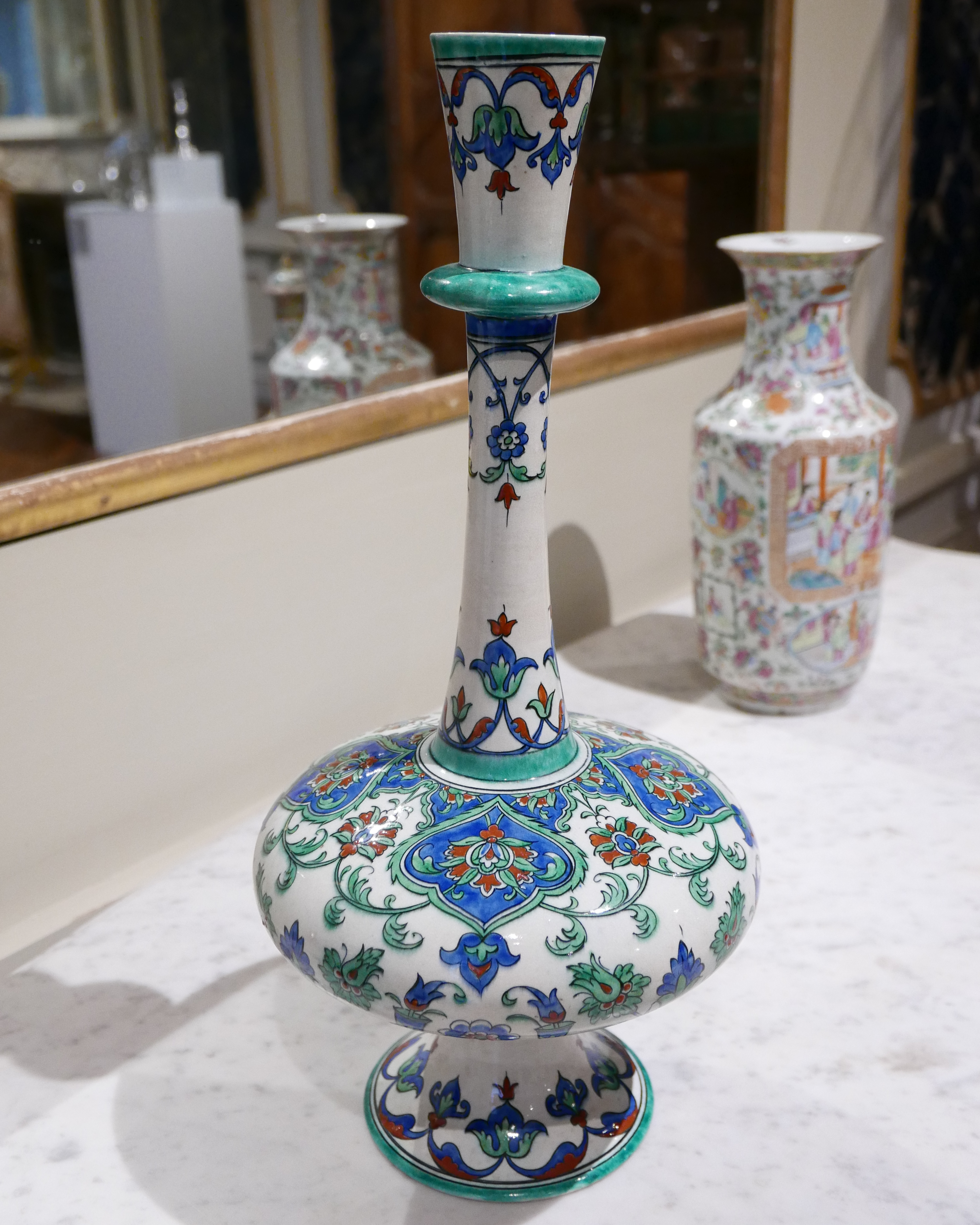
Faïence au Musée du Vieux Nîmes.

## Pont-Saint-Esprit
- Musée d'art sacré du Gard (appellation Musée de France) : installé dans la Maison des chevaliers, demeure médiévale dont l'origine remonte au XIIe siècle, le musée explore le sacré en des termes de culture, et non de catéchèse.
- Musée Paul-Raymond (appellation Musée de France) : ancien musée d'art fermé en 2015. Les collections ont été transférées au Musée départemental d'art sacré.

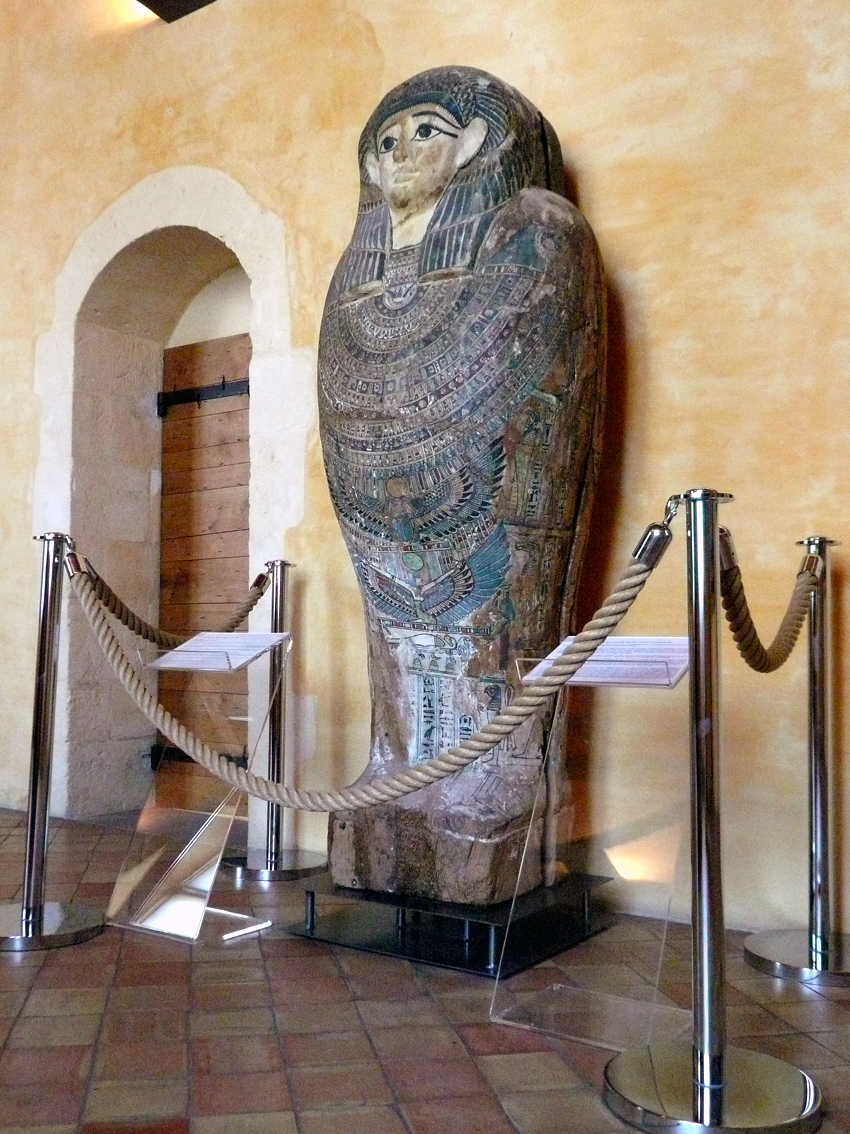
Sarcophage de dame Kaa-Iset, Moyenne Égypte.
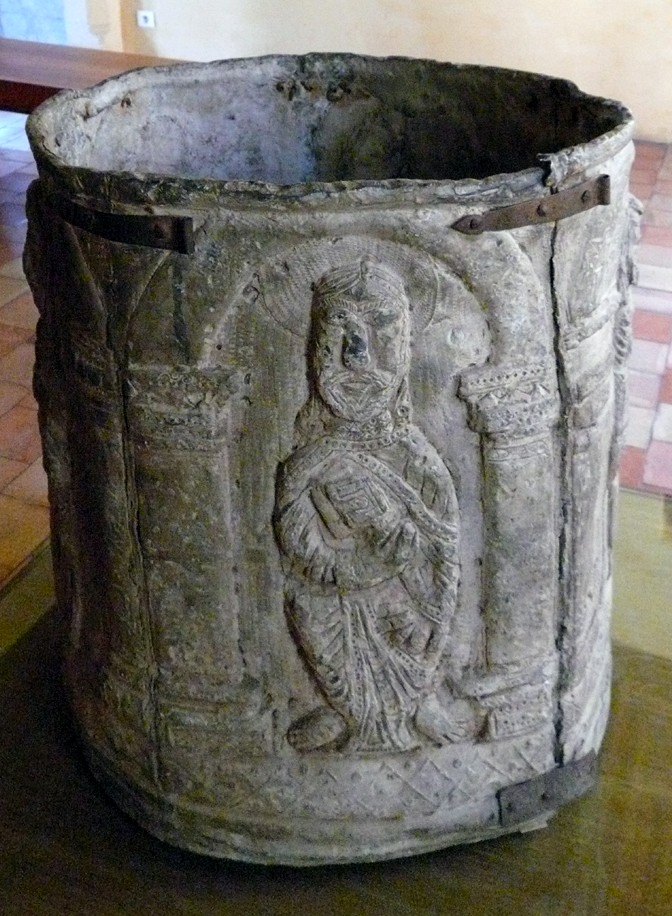
Cuve baptismale romane en plomb du XIIe siècle.

## Rousson
- Préhistorama : musée retraçant l’évolution, depuis le commencement de la vie sur Terre jusqu'à l’invention de l’écriture au troisième millénaire avant notre ère.

## Saint-Gilles
- Maison romane de Saint-Gilles : édifice roman construit aux XIIe et XIIIe siècles et abritant un musée lapidaire.

## Saint-Hippolyte-du-Fort
- Musée de la soie : la thématique majeure de ses collections est la sériciculture en Cévennes.

## Saint-Jean-du-Gard
- Musée des vallées cévenoles (appellation Musée de France) : il présente de très nombreux objets consacrés à la vie traditionnelle, sociale et économique en Cévennes.

## Saint-Quentin-la-Poterie
- Musée de la poterie méditerranéenne : musée dont les collections sont consacrées à la céramique traditionnelle méditerranéenne, du XVIIIe siècle à nos jours.

## Uzès
- Musée municipal Georges-Borias (appellation Musée de France) : présente l'histoire d’Uzès et de sa région, des peintures et une salle consacrée à André Gide.
- Musée du Bonbon ou Musée Haribo :  créé en 1996, ce musée-magasin est centré sur l'histoire et la fabrication des bonbons de la marque Haribo.

## Villeneuve-lès-Avignon
- Musée Pierre-de-Luxembourg (appellation Musée de France) : les collections du musée sont essentiellement issues des établissements religieux de Villeneuve-lès-Avignon. Parmi elles figurent deux chefs-d'œuvre de l'Occident médiéval : La Vierge en ivoire (du début du XIVe siècle) et Le Couronnement de la Vierge d'Enguerrand Quarton (peint entre 1453 et 1454).

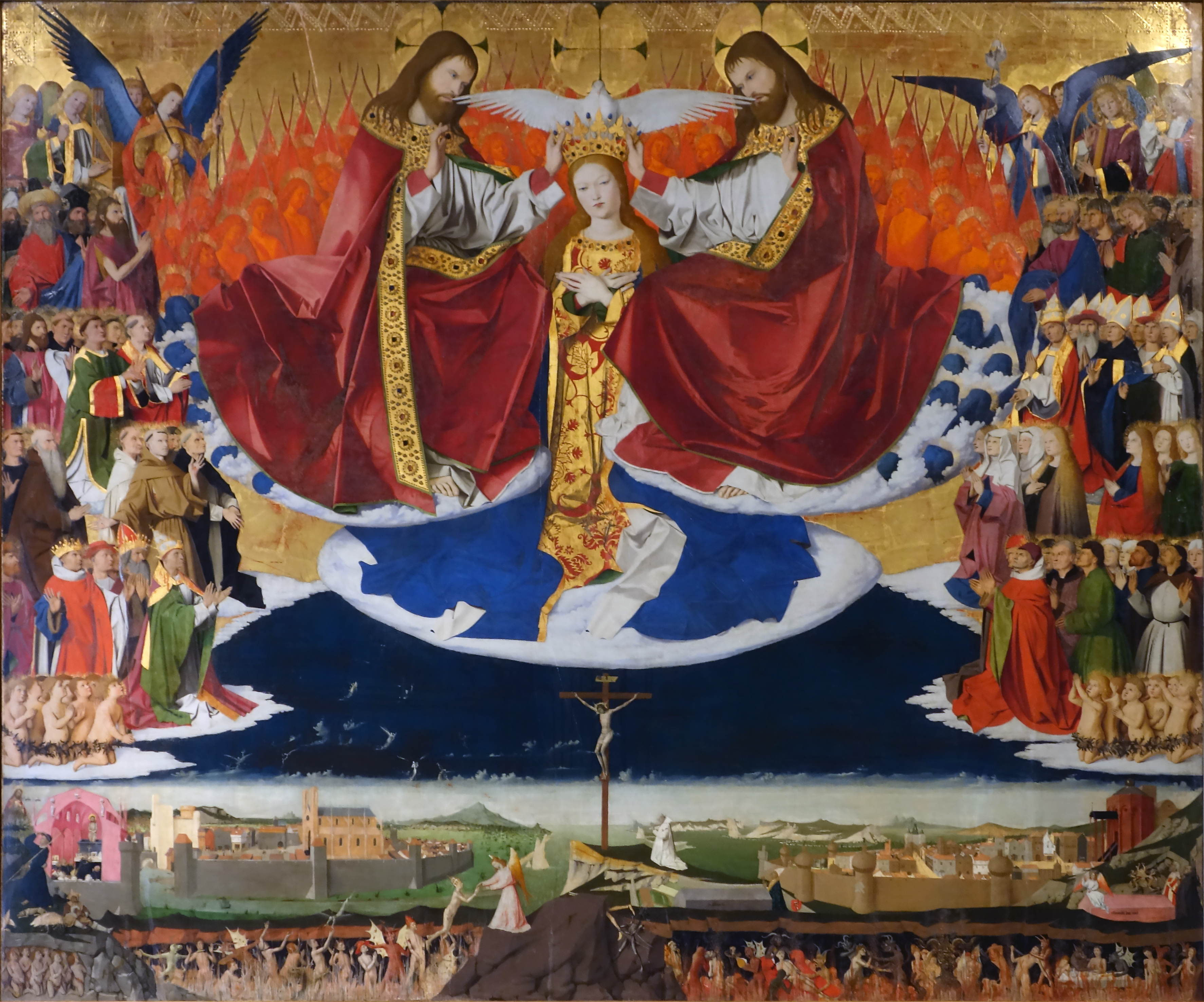
Le Couronnement de la Vierge.
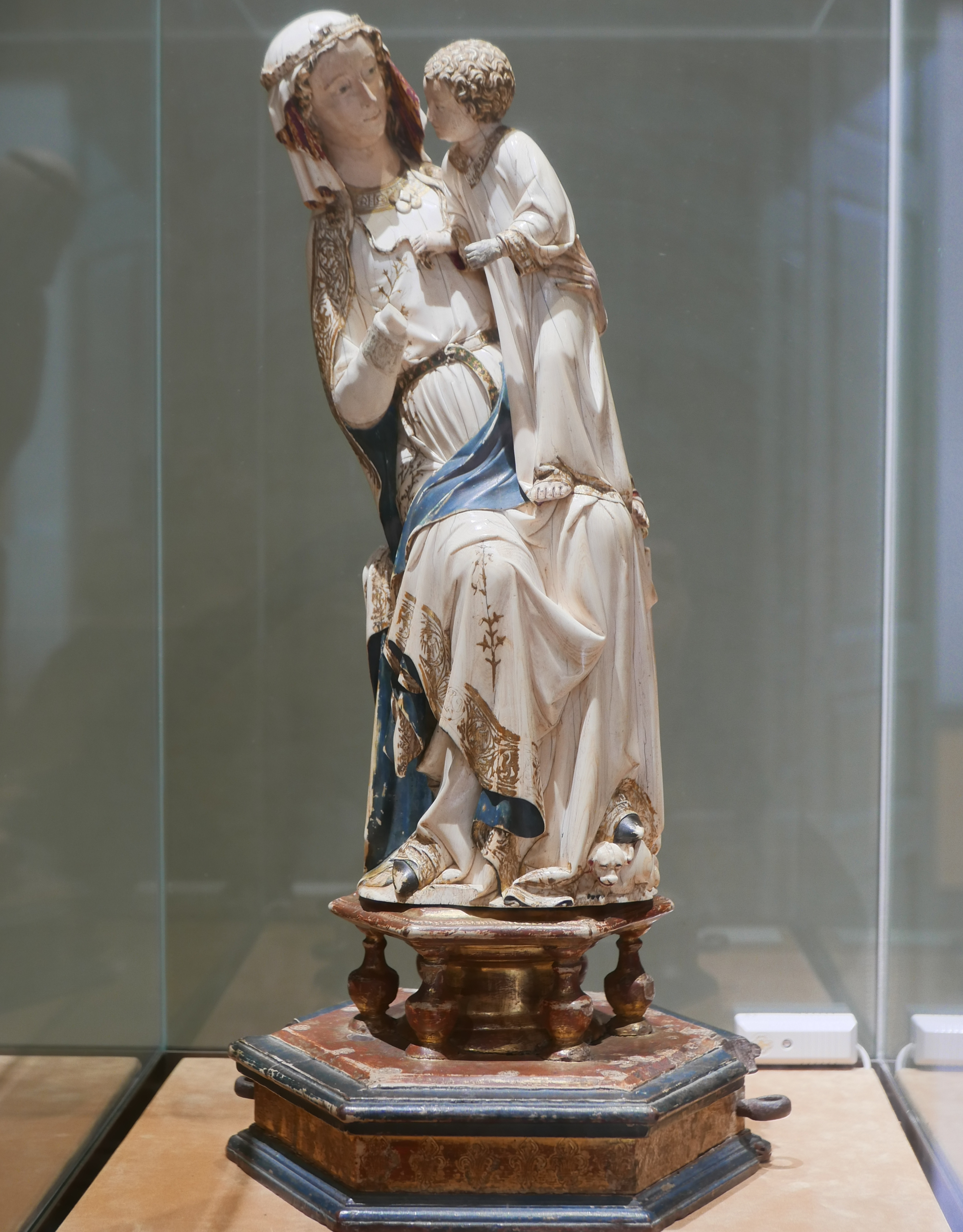
La Vierge en ivoire.